# Мірошниченко Іван Петрович
Іва́н Петро́вич Мірошниче́нко (24 лютого 1922, село Гулі, тепер Обухівського району Київської області — 4 вересня 1987, місто Черкаси) — український радянський партійний і профспілковий діяч, 2-й секретар Черкаського промислового обкому КПУ.

## Біографія
У 1937 році вступив до комсомолу.
З серпня 1941 року — в Червоній армії, учасник німецько-радянської війни. Служив заступником командира 8-ї батареї, офіцером розвідки, помічником начальника штабу 31-го гаубичного артилерійського полку 49-ї (416-ї) стрілецької дивізії Донського, Західного, 1-го, 2-го і 3-го Білоруських фронтів.
Член ВКП(б) з 1943 року.
У 1958 — січні 1963 року — голова Черкаської обласної ради професійних спілок.
У січні 1963 — грудні 1964 року — 2-й секретар Черкаського промислового обласного комітету КПУ.
Потім — на пенсії. Помер 4 вересня 1987 року в місті Черкасах.

## Звання
- старший лейтенант
- капітан
- майор
- підполковник

## Нагороди
- орден Жовтневої Революції
- два ордени Вітчизняної війни І ст. (21.03.1945, 6.04.1985)
- орден Вітчизняної війни ІІ ст. (21.07.1945)
- медаль «За відвагу» (3.04.1943)
- медаль «За оборону Сталінграда» (22.12.1942)
- медаль «За визволення Варшави» (1945)
- медаль «За взяття Берліна» (1945)
- медаль «За перемогу над Німеччиною у Великій Вітчизняній війні 1941—1945 рр.» (1945)
- медаль «За Варшаву 1939-1945» (Польська Народна Республіка) (27.04.1946)
- медалі